# Margaret Drabble

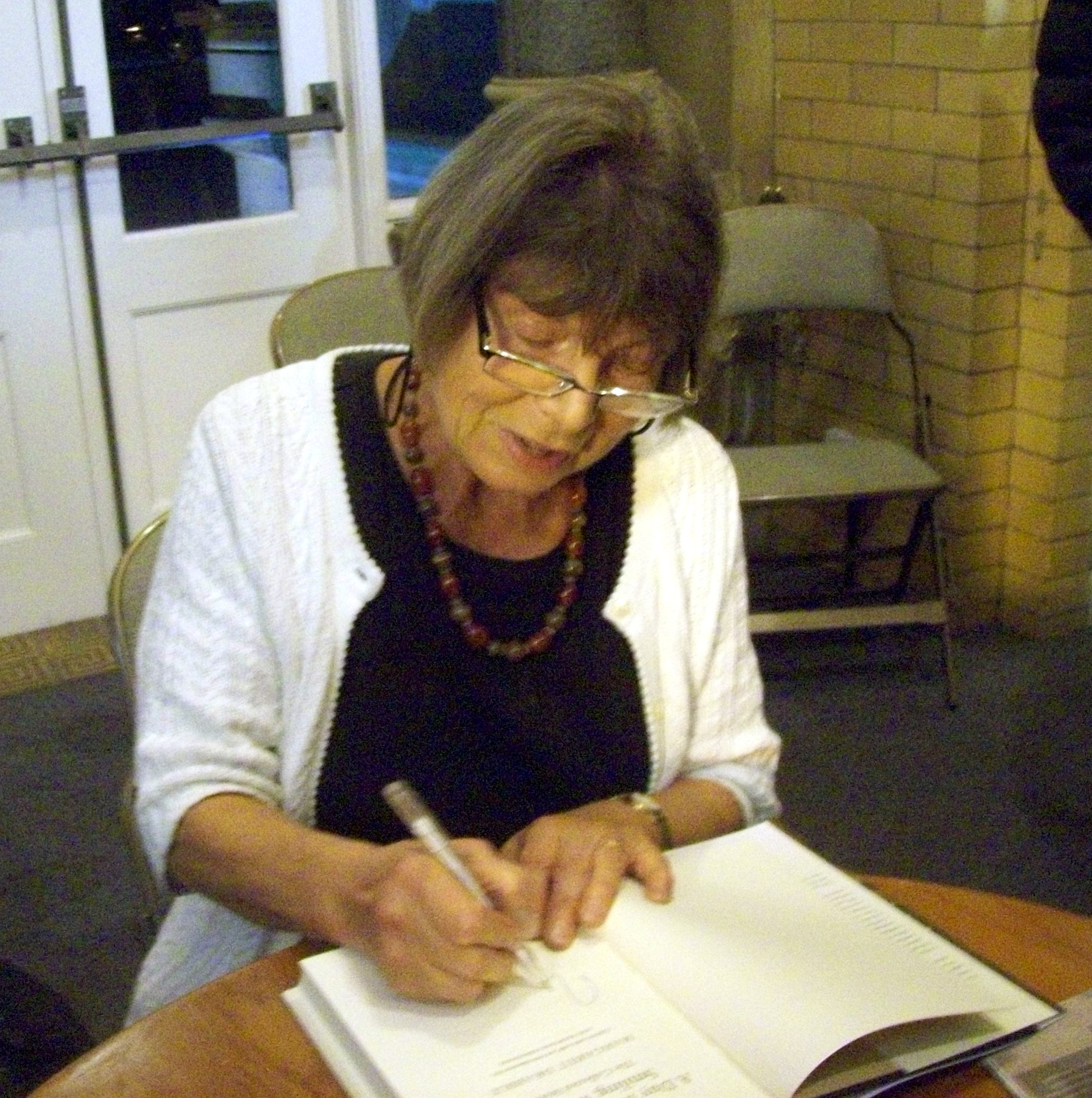
Margaret Drabble (2011)

Dame Margaret Drabble, DBE (* 5. Juni 1939 in Sheffield, Yorkshire) ist eine britische Schriftstellerin und Literaturkritikerin.

## Leben
Drabble ging auf ein Quäker-Internat in York und absolvierte ein Englischstudium. Anschließend war sie Lektorin am Newnham College in Cambridge und Schauspielerin bei der Royal Shakespeare Company, bevor sie mit ihrer literarischen Arbeit begann.
Neben einer Reihe von Romanen verfasste sie vor allem Kurzgeschichten und einige Dramen. Für Jerusalem The Golden (Jerusalem – Goldene Stadt) wurde Drabble 1968 mit dem James Tait Black Memorial Prize ausgezeichnet. 1989 wurde sie in die American Academy of Arts and Sciences gewählt. 2002 wurde sie als auswärtiges Ehrenmitglied in die American Academy of Arts and Letters aufgenommen. 1973 erhielt sie den E. M. Foster Award dieser Akademie.
Besonderes Interesse hatte sie an den Schriftstellern Arnold Bennett und Angus Wilson, über die sie Biographien verfasste; Wilsons Werke faszinierten sie von ihrer Studienzeit an.
Ein Schwerpunkt ihrer Werke sind frauenspezifische Themen.
Drabble ist mit Michael Holroyd verheiratet und lebt in London und Somerset. Sie ist die Schwester von A. S. Byatt.

## Werke (Auswahl)
- A Summer Bird-Cage, 1963 (dt. „Der Sommervogel“, 1988)
- The Millstone, 1965 (dt. „Der Mühlstein“, 1987)
- Jerusalem the Golden, 1967 (dt. „Jerusalem. Goldene Stadt“, 1988)
- The Realms of Gold, 1975 (dt. „Gold unterm Sand“, 1978)
- The Ice Age, 1977
- The Middle Ground, 1980 (dt. „Porträt einer Tüchtigen“, 1982)
- The Radiant Way, 1987 (dt. „Die Elite nach dem Fest“, 1988)
- A Natural Curiosity, 1989 (dt. „Die Begierde nach Wissen“, 1990)
- The Gates of Ivory, 1991 (dt. „Die Tore aus Elfenbein“, 1993)
- The Witch of Exmoor, 1996 (dt. „Die Hexe von Exmoor“, 1998)
- The Seven Sisters, 2002
- The Red Queen, 2004
- The Sea Lady, 2006

Sammlung von Kurzgeschichten
- A Day in the Life of a Smiling Woman, 2011

## Verfilmungen
Literarische Vorlage
- 1968: Ein Hauch von Liebe (Touch of Love) – nach dem Roman The Millstone

Drehbuchmitarbeit (zusätzliche Dialoge)
- 1968: Isadora